# Великомасштабна структура Всесвіту

Великомасштабна структура Всесвіту як вона виглядає з нашої Галактики за даними огляду SDSS. Яскравість кожної точки відображає щільність розподілу галактик на відповідному напрямку у перетинах постійної товщини (10 Мпк), які послідовно змінюються. У міру переходу до віддаленіших ділянок лінійний масштаб зображень зростає, а видимий розмір структур, як здається, зменшується. Яскрава пляма в нижній частині картини — Велика Стіна Слоуна.
Версія з більшою роздільною здатністю - http://commons.wikimedia.org/wiki/File:Universe_Large-Scale.gif

Великомасштабна структура Всесвіту в  космології — розподіл галактик та їх скупчень у просторі.

## Історія
Вже на початку XX століття було відомо, що зорі групуються в  зоряні скупчення. Після відкриття Едвіном Хабблом цефеїд у галактиці Андромеди стало зрозуміло, що зоряні системи, подібні до нашого Чумацького Шляху,  існують і поза його межами. 1933 року було відомо про існування 25 груп і скупчень галактик. 
Існування структур більшого розміру тривалий час не розглядалося, хоча таку пропозицію висловив ще Джон Гершель 1864 року. Він звернув увагу, що майже третина скупчень з опублікованого ним Загального каталогу зосереджена на невеликій ділянці неба поблизу сузір'я Діви й припустив, що вони утворюють сферичну систему із центром у цьому сузір'ї, а Чумацький Шлях перебуває на периферії цього утворення. Відстані до скупчень тоді ще не були відомі, тож таке припущення було швидше здогадкою, однак воно доволі точно описує Місцеве надскупчення за сучасними даними. 
До великої кількості скупчень у цьому напрямку намагався привернути увагу Харлоу Шеплі. У своїй лекції 1934 року він назвав цю структуру супергалактикою (англ. supergalaxy in Virgo). Пізніше таким позначенням користувався також Жерар де Вокулер. Також Шеплі звернув увагу на дві віддалені хмари галактик у сузір'ї Центавра та в сузір'ї Годинника. За розмірами вони перевищували скупчення галактик. Однак, його погляди не здобули визнання, і лише не так давно стало зрозуміло, що Шеплі був правий.
Прорив у вивченні розподілу галактик у просторі було здійснено після публікації «Другого огляду яскравих галактик» (RC2, 1975 рік). За його даними М. Йїевеер та Я. Ейнасто побудували тривимірні карти, на яких було видно не лише надскупчення галактик, а й галактичні нитки навколо порожнин. 
Теорію утворення такої «комірчастої» структури передбачив  Я. Б. Зельдович за кілька років до її відкриття астрономами. Основною причиною виникнення неоднорідності є гравітаційна нестійкість. Майже однорідний спочатку розподіл маси у Всесвіті за рахунок гравітаційної нестійкості концентрується на каустиках.
Можна було б припустити, що ця ієрархія поширюється на структури вищого рівня, але в 1990-х Маргарет Геллер і Джон Хунра з'ясували, що на масштабах близько 300 мегапарсек Всесвіт практично однорідний[відсутнє в джерелі].
За сучасними уявленнями, Всесвіт являє собою сукупність досить плоских «стін», розділених ділянками, в яких практично немає спостережуваної речовини. Ці ділянки назвали войдами (від англ. voids — порожнеча), вони мають розмір близько сотні мегапарсек.
Першою спостережуваною стіною стала Велика Стіна CfA2, яка перебуває на відстані 200 мільйонів світлових років. Вона має розмір близько 500 млн св. років і товщину всього 15 млн св. років. Її видно з ребра і вона виглядає досить вузькою смугою, що пролягає на значній частині неба.

## Розташування Землі у структурі Всесвіту
- Планетна система: Сонячна система
- Галактичний рукав: Рукав Оріона
- Галактика: Чумацький Шлях
- Скупчення галактик: Місцева група
- Місцевий лист
- Надскупчення галактик: Надскупчення Діви, Ланіакея
- «Стіни»: Комплекс надскупчень Риб—Кита[9]